# Electronica (gen muzical)
Electronica este un nume generic care include o varietate largă de genuri muzicale, toate fiind muzică electronică, dar care nu este compusă special pentru dansat.
Genuri muzicale precum techno, drum and bass, downtempo și ambient sunt deseori considerate ca fiind acoperite de acest termen umbrelă "electronica".
Se pare că cuvântul "electronica" a fost folosit pentru prima dată la începutul anilor 1990 în SUA, muzica similară fiind numită anterior IDM ("Intelligent Dance Music") sau "electronic listening music". Alte surse susțin că termenul a fost inventat de către revista muzicală britanică Melody Maker pentru a descrie muzica electronică a grupului rock Republica.
Apariția muzicii electronica a fost facilitată de dezvoltarea tehnologiei muzicale, de exemplu, de apariția pe piață (la prețuri relativ accesibile) a instrumentelor muzicale electronice, sequencer-uri, aparatură electronică de ritmuri (drum machines), stații de lucru digitale etc. Totodată, computerele au creat posibilitatea utilizării secvențelor repetative ("loops") și a "sample-urilor"
Artiști care sunt uneori considerați reprezentanți ai acestui gen muzical sunt The Chemical Brothers (a căror muzică era numită înainte "big beat"), The Prodigy, Four Tet, Boards of Canada și Autechre.